# Old Course
Der Old Course in St Andrews, Schottland, ist laut Royal and Ancient Golf Club of St Andrews der älteste noch existierende Golfplatz der Welt.

## Geschichte
Es ist nicht bekannt, wann zum ersten Mal Golf auf den Links von St Andrews gespielt wurde. Die älteste schriftliche Aufzeichnung ist eine Lizenz von 1552, die es der Gemeinde erlaubte in den Dünen „Hasen aufzuziehen, Golf und Fußball zu spielen, sowie zu schießen und anderen Arten der Freizeitbeschäftigung nachzugehen.“
Es gibt jedoch einige Indizien, die ein Golfspiel in St Andrews bereits vor 1552 nahelegen. Zum einen gab es den Golfbann von 1457, der sich auf ganz Schottland erstreckte. Zum anderen kam es bereits 1413 zur Gründung der ersten Universität Schottlands, der Universität St Andrews; im universitären Bereich war Golf immer schon sehr beliebt. Dennoch ist nicht klar, wo genau damals gespielt wurde und ob es überhaupt einen permanenten Golfplatz gab. Als ältester ununterbrochen bespielter Golfplatz der Welt gilt daher der ebenfalls Old Course benannte Platz von Musselburgh (erste Erwähnung 1672).

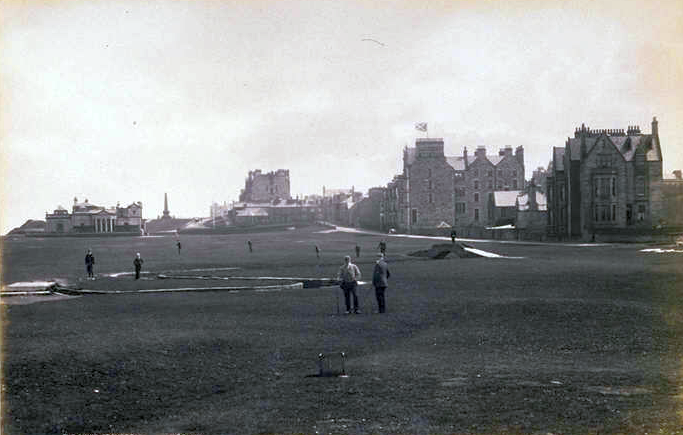
Der Old Course 1891.

Die vermutlich erste Maßnahme des Greenkeepings in St. Andrews ist von 1726 überliefert, sie bestand aus einem Proviso, das den Hasenzüchtern in den Dünen auferlegte, dass der Golfplatz nicht beschädigt werden durfte. „Rabbit Wars“, Konflikte zwischen den (gelegentlich schießwütigen) Golfspielern und den Hasenzüchtern, gab es allerdings noch fast hundert Jahre lang.
1754 kam es zur Gründung der St Andrews Society of Golfers, die heute Royal and Ancient Golf Club of St Andrews heißt. Mit dem Bau des heute berühmten Klubhauses begann man aber erst zum hundertjährigen Jubiläum, also 1854.
Das Zählspiel wurde 1759 erstmals in St Andrews urkundlich erwähnt, davor war jegliches Golf weltweit Lochspiel. Acht Jahre später stellte James Durham mit einer 94 den für die nächsten 86 Jahre gültigen Platzrekord auf. Den ersten Score unter 80 konnte Allan Robertson mit einer 79 im Jahre 1858 notieren.
Der Old Course bestand ursprünglich aus 12 Löchern, von denen 10 zweimal gespielt wurden, so dass eine Runde Golf insgesamt auf 22 Löcher kam. Die Spielrichtung war „out“ entlang der Küste und „in“ im Landesinneren zurück zum Klubhaus. Im Jahre 1764 wurden die ersten vier Löcher (die auch die letzten vier waren) zu jeweils zweien zusammengelegt, da sie zu kurz erschienen. So kam es eher zufällig zum heute noch gültigen Standard von 18 Löchern pro Runde.

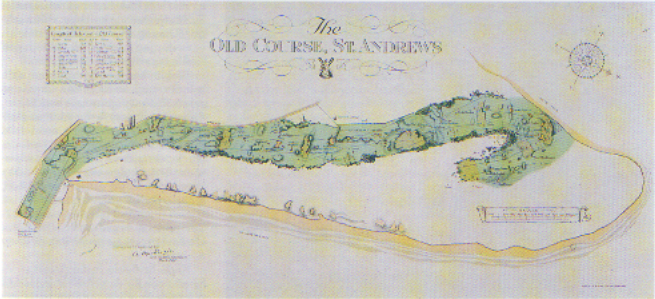
Zeichnung des Old Course von Alister MacKenzie, 1921

Da weiterhin 8 Löcher in beide Richtungen gespielt wurden, kam es immer wieder zu Beeinträchtigungen des Spielflusses, da auf die entgegenkommenden Flights geachtet werden musste, die ja dieselbe Fahne anspielten. Ab 1857 wurden deshalb auf jedem Grün zwei Löcher angelegt, so dass „out“ und „in“ gleichzeitig gespielt werden konnte. Diese riesigen Doppelgrüns existieren heute noch und sind eines der Markenzeichen des Old Course. Ein anderes sind die Bunker, sämtlich natürlichen Ursprungs und fast alle mit eigenem Namen ausgestattet. Die erste planvolle Bunkerarbeit in der Geschichte des Golfsports führte Allan Robertson durch, der um 1842 den Road Hole Bunker gestaltete.
Eine weitere Maßnahme zur Entzerrung des Spielbetriebs, die um 1850 begonnen wurde, war das Entfernen des Ginsters, hauptsächlich auf der rechten Seite des Platzes, so dass die Fairways breiter wurden. Einige Bunker, die vorher lediglich einen bestrafenden Charakter am Rande der Spielbahnen hatten, rückten dadurch mehr ins Zentrum des Geschehens und erzwangen ein strategischeres Spiel. Andere Hindernisse, die zuvor überspielt werden mussten, konnten nun umgangen werden. Diese eher zufällige Entwicklung hin zu mehreren möglichen Spiellinien mit unterschiedlichem Risiko beeinflusste die späteren Verfechter des strategischen Platzdesigns maßgeblich.
1865 bekam Old Tom Morris die Stelle des „Custodian of the Links“ und nahm bis zu seinem Rückzug 1903 viele Veränderungen vor. Unter anderem wechselte er von einem Routing im Uhrzeigersinn zu der noch immer gültigen Spielrichtung gegen den Uhrzeigersinn. Außerdem gehen die heute berühmten Grünkomplexe wesentlich auf seine jahrelange, beharrliche Entwicklungsarbeit zurück.
Durch die erhebliche gestiegene Popularität des Golfsports hatte sich die Auslastung des Old Course gegen Ende des 19. Jahrhunderts vervielfacht. Der Ginster, der lange Zeit die Hauptschwierigkeit des Platzes darstellte, war weitgehend niedergetrampelt worden. Aus diesem Grund wurden im Winter 1904/1905 eine Vielzahl von neuen Bunkern angelegt, die dem Old Course den heutigen Charakter eines offenen, aber gezielt bebunkerten Platzes verliehen.
Alister MacKenzie nahm ab 1924 weitere Veränderungen vor.

## British Open
1873 wurde die Open Championship erstmals in St Andrews ausgetragen, Sieger wurde Tom Kidd. Damit begann eine lange Reihe von Gastspielen dieses Golfturniers auf dem Old Course. Nirgendwo wurde das Open öfter ausgespielt, einschließlich 2022 gab es 30 Austragungen in St Andrews.
| Jahr | Gewinner          | Nationalität       | Score | Score | Score | Score | Score       |
| Jahr | Gewinner          | Nationalität       | R1    | R2    | R3    | R4    | Total       |
| ---- | ----------------- | ------------------ | ----- | ----- | ----- | ----- | ----------- |
| 1873 | Tom Kidd          | Schottland         | 91    | 88    | --    | --    | 179(-5)     |
| 1876 | Bob Martin        | Schottland         | 86    | 90    | --    | --    | 176         |
| 1879 | Jamie Anderson    | Schottland         | 84    | 85    | --    | --    | 169         |
| 1882 | Bob Ferguson      | Schottland         | 83    | 88    | --    | --    | 171         |
| 1885 | Bob Martin        | Schottland         | 84    | 87    | --    | --    | 171         |
| 1888 | Jack Burns        | Schottland         | 86    | 85    | --    | --    | 171         |
| 1891 | Hugh Kirkaldy     | Schottland         | 83    | 83    | --    | --    | 166         |
| 1895 | John Henry Taylor | England            | 86    | 78    | 80    | 78    | 322         |
| 1900 | John Henry Taylor | England            | 79    | 77    | 78    | 75    | 309         |
| 1905 | James Braid       | Schottland         | 81    | 78    | 78    | 81    | 318         |
| 1910 | James Braid       | Schottland         | 76    | 73    | 74    | 76    | 299         |
| 1921 | Jock Hutchison    | Vereinigte Staaten | 72    | 75    | 79    | 70    | 296 PO      |
| 1927 | Bobby Jones       | Vereinigte Staaten | 68    | 72    | 73    | 72    | 285         |
| 1933 | Denny Shute       | Vereinigte Staaten | 73    | 73    | 73    | 73    | 292 PO      |
| 1939 | Richard Burton    | England            | 70    | 72    | 77    | 71    | 290         |
| 1946 | Sam Snead         | Vereinigte Staaten | 71    | 70    | 74    | 75    | 290 (+2)    |
| 1955 | Peter Thomson     | Australien         | 71    | 68    | 70    | 72    | 281 (−7)    |
| 1957 | Bobby Locke       | Südafrika          | 69    | 72    | 68    | 70    | 279 (−9)    |
| 1960 | Kel Nagle         | Australien         | 69    | 67    | 71    | 71    | 278 (−10)   |
| 1964 | Tony Lema         | Vereinigte Staaten | 73    | 68    | 68    | 70    | 279 (−9)    |
| 1970 | Jack Nicklaus     | Vereinigte Staaten | 68    | 69    | 73    | 73    | 283 (−5)PO  |
| 1978 | Jack Nicklaus     | Vereinigte Staaten | 71    | 72    | 69    | 69    | 281 (−7)    |
| 1984 | Seve Ballesteros  | Spanien            | 69    | 68    | 70    | 69    | 276 (−12)   |
| 1990 | Nick Faldo        | England            | 67    | 65    | 67    | 71    | 270 (−18)   |
| 1995 | John Daly         | Vereinigte Staaten | 67    | 71    | 73    | 71    | 282 (−6)PO  |
| 2000 | Tiger Woods       | Vereinigte Staaten | 67    | 66    | 67    | 69    | 269 (−19)   |
| 2005 | Tiger Woods       | Vereinigte Staaten | 66    | 67    | 71    | 70    | 274 (−14)   |
| 2010 | Louis Oosthuizen  | Südafrika          | 65    | 67    | 69    | 71    | 272 (−16)   |
| 2015 | Zach Johnson      | Vereinigte Staaten | 66    | 71    | 70    | 66    | 273 (-15)PO |
| 2022 | Cameron Smith     | Australien         | 67    | 64    | 73    | 64    | 268 (-20)   |

## The Women’s Open Championship
Lange mussten die Damen warten bis sich 2007 die Türen des altehrwürdigen Golfclubs zur Austragung der The Women’s Open Championship erstmals öffneten.
| Jahr | Gewinner     | Nationalität       | Score | Score | Score | Score | Score |
| Jahr | Gewinner     | Nationalität       | R1    | R2    | R3    | R4    | Total |
| ---- | ------------ | ------------------ | ----- | ----- | ----- | ----- | ----- |
| 2007 | Lorena Ochoa | Mexiko             | 67    | 73    | 73    | 74    | 287   |
| 2013 | Stacy Lewis  | Vereinigte Staaten | 67    | 72    | 69    | 72    | 280   |

## Aktuelle Situation
Heute ist der Old Course Teil der St Andrews Links. Aufgrund seiner immensen historischen Bedeutung ist er mit über 40000 Runden pro Jahr fast immer ausgebucht, obwohl die Greenfee mit 61–180 Pfund relativ hoch ist. Startzeiten müssen schriftlich für das darauffolgende Jahr beantragt oder im Rahmen eines ganzen Urlaubs über einen exklusiven Reiseveranstalter gebucht werden. Man kann aber auch an einer täglichen Lotterie teilnehmen oder sich sehr früh morgens am Starterhäuschen anstellen, um für einen ausfallenden Spieler einzuspringen. Diese Verfahrensweisen sind weltweit einzigartig und der Tatsache geschuldet, dass die Golfplätze in St Andrews öffentlich sind und man somit so vielen Golfern wie möglich eine Chance einräumen möchte.
Der Old Course ist einer der wenigen Golfplätze weltweit, die noch ein echtes Caddieprogramm unterhalten. Es gehört fast schon zum guten Ton, die 55 Pfund plus Trinkgeld zu investieren. In Anbetracht der vielen Schwierigkeiten des Platzes (versteckte Topfbunker, unberechenbarer Wind, extrem harte Fairways, trickreiche Grüns) dürfte sich der Rat eines Ortskundigen in den meisten Fällen auszahlen.
Für die Open Championship 2005 wurde der Old Course nochmals auf 7279 yards verlängert, so dass auch der Platzrekord neu geführt werden muss. Derzeit wird er von Rory McIlroy gehalten, der auf der ersten Runde der Open Championship 2010 eine 63 spielte. In der vorherigen Ausbaustufe hielt Brian Davis den Platzrekord mit einer 62. Bei den Damen liegt der Platzrekord bei 66, gespielt von Denise-Charlotte Becker in der Finalrunde der St. Rule Trophy 2007.

## Golferische Aspekte

### Charakter
Der Old Course ist ein typischer Links-Platz oder anders gesagt: der Typus des Links-Platzes geht auf das Vorbild des Old Course zurück. Sämtliche Merkmale, die gemeinhin mit Links-Charakter assoziiert werden, finden sich auf dem Old Course wieder.
Die Fairways sind zumeist relativ breit, jedoch teilt man sie sich oft mit entgegenkommenden Flights, so dass der Platz insgesamt eher schmal ist. Er führt vom Clubhaus zur See und wieder zurück, jeweils zwei entgegengesetzt laufende Löcher nebeneinander. Ginsterbüsche begrenzen den Platz zum New Course auf der einen und zum Old Course Hotel, der Driving Range und dem Eden Course auf anderen Seite.
Die Platzverhältnisse sind nicht mehr so extrem wie früher, man kann die Grüns heute bei vielen Gelegenheiten durchaus mit einem hohen Schlag angreifen und auch die Fairways tragen dichteres Gras. Unverändert ist es jedoch der Wind, der die größte Schwierigkeit darstellt. Da der Platz in einer Kurve der Bucht von St Andrews liegt, ist er nach wie vor sehr anfällig für Winde aus wechselnden Richtungen.
Das Layout des Old Course fordert an vielen Stellen strategische Entscheidungen, da es fast immer mehrere Wege zum Ziel gibt. Zumeist sind die Grüns von der rechten Fairwayseite wesentlich besser anspielbar, jedoch birgt der Abschlag nach rechts ein höheres Risiko, da dort die Ginsterbüsche stehen, wohingegen man links das entgegenkommende Fairway zur Verfügung hat. Allerdings ist der Annäherungsschlag von links oft blind und es besteht aufgrund der sehr großen Grüns immer die Gefahr auch bei gelungenen Schlägen noch drei Putts zu benötigen.

### Landschaftliche Besonderheiten

#### Swilcan Burn

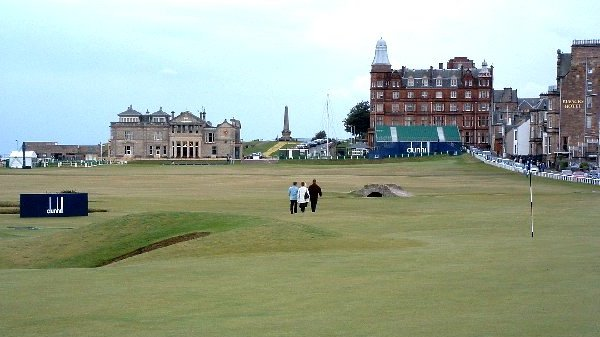
Die Brücke über den Burn

Dieser Bach verläuft quer über das 1. und 18. Fairway, bevor er außerhalb des Golfplatzes in die Nordsee mündet. Er stellt das einzige Wasserhindernis des Platzes dar und muss zweimal überwunden werden. Auf dem 18. Fairway führt der Weg über die Swilcan Bridge, eine Steinbrücke aus der Römerzeit, die wohl das beliebteste Fotomotiv im Golfsport ist.

#### Spectacles
Brillen. Der Name dieser zwei nebeneinander liegenden Bunker auf dem 5. Loch rührt daher, dass sie aus der Entfernung wie Brillengläser aussehen.

#### Coffins
Särge. Diese Gruppe von Bunkern auf dem 13. Fairway bekam ihren Namen von der Form und der Tatsache, dass es als sehr schwer angesehen wird von dort wieder ins Spiel zu kommen.

#### Elysian Fields und Hell Bunker
Felder des Elysion und Höllenbunker. Das 14. Loch hat das flachste und am angenehmsten zu spielende Stück Fairway des Platzes, das aus diesem Grund Elysian Fields benannt wurde. Der Hell Bunker lauert jedoch dahinter und muss überwunden werden. Es ist ein besonders großer Bunker, der Jack Nicklaus bei der Open 1995 vier Schläge abverlangte.

#### Principal’s Nose Bunker
Nase des Rektors Bunker. Dieser Bunker auf dem 16. Fairway erinnert an eine Nase mit zwei „Augen“ dahinter. Es ist nicht bekannt zu welchem „Principal“ die Nase gehören soll.

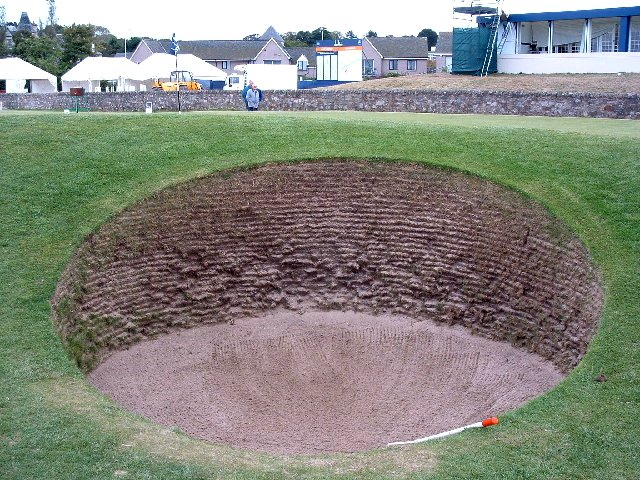
Ein Schlag aus dem Road Bunker gerät leicht auf die Straße hinter dem Grün.

#### Road Hole und Road Bunker
Das 17. Loch des Old Course gilt als eines der schwierigsten Par 4 der Welt. Es ist benannt nach einer Straße, die hinter dem Grün liegt, jedoch oft getroffen wird. Da sie als integraler Bestandteil des Platzes gilt, gibt es keine Erleichterung für einen Ball auf der Straße oder nahe der Mauer dahinter. Der Abschlag muss über ein Nebengebäude des hier befindlichen Old Course Hotel erfolgen und selbst die besten Profis wagen es selten, mit dem zweiten Schlag das Grün anzugreifen. Gründe dafür sind einerseits der Road Bunker vor dem Grün, der schon etliche Weltklassespieler demütigte, andererseits die Straße direkt dahinter, so dass auch ein zu langer Schlag bestraft wird.

#### Valley of Sin
Tal der Sünde. Dies ist eine Mulde vor dem 18. Grün, deren Name daher rührt, dass sie schon viele eigentlich gut platzierte Schläge aufgehalten hat.